# Lars-Fritiof Melin
Lars Fritiof (Lars-Fritiof) Melin, född 18 juli 1917 i Falköpings församling i Skaraborgs län, död 2 februari 2000 i Åhus församling i Skåne län, var en svensk militär.

## Biografi
Melin avlade studentexamen i Borås 1937. Han avlade officersexamen vid Krigsskolan 1940 och utnämndes samma år till fänrik vid Älvsborgs regemente, där han befordrades till löjtnant 1942 och kapten 1948. Åren 1950–1952 studerade han vid Krigshögskolan och 1956–1959 var han sektionschef i II. militärområdet. Han befordrades 1959 till major och var 1959–1962 bataljonschef och utbildningsofficer vid Södermanlands regemente. Efter att 1962 ha befordrats till överstelöjtnant var han 1962–1966 stabschef vid staben i II. militärområdet. År 1966 befordrades han till överste, varpå han 1966–1967 var chef för Sektion 1 vid staben i samma militärområde (som 1966 hade bytt namn till Nedre Norrlands militärområde). Åren 1967–1977 han chef för Norra skånska regementet. Melin befordrades 1975 till överste av första graden och var 1975–1977 tillika befälhavare för Kristianstads försvarsområde.
Melin var sedan 1979 nämndeman och hade olika kommunala uppdrag. Han var 1991–1994 ordförande i kommunfullmäktige i Kristianstads kommun. Melin är begravd på Åhus nya begravningsplats.

### Utmärkelser
- Riddare av Svärdsorden, 1959.[7]
- Kommendör av Svärdsorden, 1970.[8]
- Kommendör av första klass av Svärdsorden, 1974.[9]